# مجلس إدارة

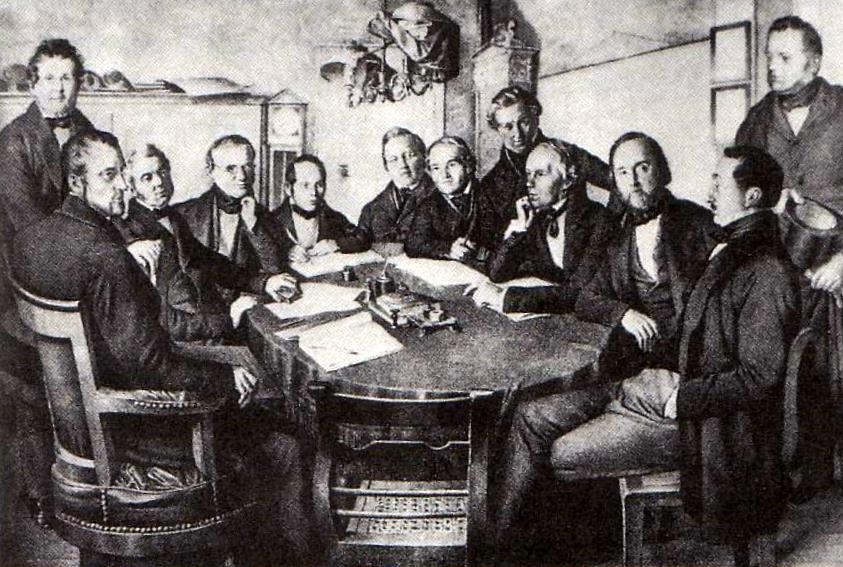

مجلس إدارة (بالإنجليزية: Board of directors) هو هيئة مكونة من عدد من الأعضاء سواء كانوا منتخبين أو معينين يتولون الإشراف بشكل مشترك على أنشطة منظمة أو شركة أو مؤسسة ما. ومن المسميات الأخرى المتعارف عليها لمجلس الإدارة تسمية مجلس المحافظين، ومجلس المديرين، مجلس الحكام، ومجلس الأمناء. وغالبا ما يشار إليه اختصارا باسم «المجلس».
وتُحدَّد أنشطة المجلس حسب السلطات والواجبات والمسؤوليات المفوض بها أو المسندة إليها من قبل سلطة أعلى. وترد تفاصيل هذه المسائل عادة في اللوائح المنظمة. ويحدد النظام الداخلي عادة عدد أعضاء المجلس، وكيفية اختياره، وآلية عقد اللقاءات.
وعلى سبيل المثال ففي مجتمع مهني مؤسسي يعتمد على تصويت الأعضاء، يتصرف المجلس نيابة عن ويخضع لسلطة الجمعية العامة للمنظمة، التي تختار عادة أعضاء المجلس. وفي الشركات المساهمة يجري انتخاب المجلس من قبل المساهمين وهي أعلى سلطة في إدارة الشركة. وفي المؤسسات غير المساهمة لاتعتمد على تصويت الأعضاء كالجامعات على سبيل المثال يكون المجلس هو الهيئة العليا التي تحكم المؤسسة. ففي بعض الأحيان يتم اختيار أعضائها من قبل المجلس نفسه 
ومن الواجبات النموذجية لمجالس الإدارة ما يلي:
- تنظيم المنظمة من خلال وضع سياسات وأهداف عامة.
- اختيار وتعيين ودعم ومراجعة أداء الرئيس التنفيذي.
- ضمان توافر الموارد المالية الكافية.
- إقرار الموازنات السنوية.
- المراجعة لأصحاب المصلحة لأداء المنظمة؛
- تحديد الرواتب والتعويضات لإدارة الشركة.

المسؤوليات القانونية للمجالس وأعضاء مجلس الإدارة تختلف مع طبيعة واختصاص المنظمة التي تعمل في نطاقها. بالنسبة للشركات المساهمة العامة على سبيل المثال عادة ما تكون هذه المسؤوليات أكثر صرامة وتعقيدا من تلك الأنواع الأخرى. عادة يختار المجلس أحد أعضائه ليكون الرئيس. حسب مسمى المنصب الذي جرى تحديده في اللائحة الداخلية للمنظمة.